# Syzygium lehuntii
Syzygium lehuntii är en myrtenväxtart som först beskrevs av Frederick Manson Bailey, och fick sitt nu gällande namn av Elmer Drew Merrill och Lily May Perry. Syzygium lehuntii ingår i släktet Syzygium och familjen myrtenväxter. Inga underarter finns listade i Catalogue of Life.